# 백지웅
백지웅(1990년 1월 15일 ~)은 대한민국의 가수다.

## 방송
- K팝스타 (시즌 1) (2011) - Top8
- 블라인드 뮤지션 (2018)
- 아티스탁 게임 (2022) - Top48(36위)
- 오빠시대 (2023) - Top40(35위)